# دانیله آمرینی
دانیله آمرینی (انگلیسی: Daniele Amerini؛ زادهٔ ۳ اوت ۱۹۷۴) بازیکن فوتبال اهل ایتالیا است.
از باشگاه‌هایی که در آن بازی کرده‌است می‌توان به باشگاه فوتبال هلاس ورونا، باشگاه فوتبال رجینا، باشگاه فوتبال فیورنتینا، باشگاه فوتبال مودنا، باشگاه فوتبال فروزینونه، باشگاه فوتبال ونتزیا، باشگاه فوتبال پیستویزه، باشگاه فوتبال دلفینو پسکارا، باشگاه فوتبال ویچنزا، باشگاه فوتبال پالرمو، و باشگاه فوتبال اتلتیکو آرتزو اشاره کرد.